# Luzonobasis glauca
Luzonobasis glauca is een libellensoort uit de familie van de waterjuffers (Coenagrionidae), onderorde juffers (Zygoptera). De wetenschappelijke naam van de soort is als Amphicnemis glauca in 1868 voor het eerst geldig gepubliceerd door Brauer.
De soort staat op de Rode Lijst van de IUCN als onzeker, beoordelingsjaar 2008. De soort is alleen bekend van het Filipijnse eiland Luzon.